# 31年目の夫婦げんか
『31年目の夫婦げんか』（原題: Hope Springs）は、デヴィッド・フランケル監督、ヴァネッサ・テイラー脚本、メリル・ストリープ、トミー・リー・ジョーンズ、スティーヴ・カレル出演の2012年のアメリカ合衆国のロマンティック・コメディ映画である。

## あらすじ
結婚生活31年目を迎えたソームズ夫妻だったが、妻のケイは2人で共に過ごす時間が無くなっていく現状を嘆いていた。その一方で、夫のアーノルドは現状に無関心だった。
ある日、ケイは夫に無断でフェルド医師のカップル向け集中カウンセリングに申し込む。最初は行く気のなかったアーノルドではあったが渋々ケイについていくことになった。
そして2人はフェルド医師のカウンセリングを通して相手と向き合っていく。

## キャスト
※括弧内は日本語吹替
- ケイ・ソームズ - メリル・ストリープ（駒塚由衣）
- アーノルド・ソームズ - トミー・リー・ジョーンズ（菅生隆之）
- バーナード・“バーニー”・フェルド医師 - スティーヴ・カレル（郷田ほづみ）
- カレン - エリザベス・シュー（湯屋敦子）
- アイリーン - ジーン・スマート（竹村叔子）
- ブラッド - ベン・ラパポート（英語版）
- モリー - マリン・アイアランド
- キャロル - ミミ・ロジャース
- コーラ - ベッキー・アン・ベイカー（英語版）
- アン - アン・ハラダ

## 製作
プロジェクトは2010年に発表され、ストリープとジェフ・ブリッジスが主演として交渉され、マイク・ニコルズが監督に就任した。ブリッジスはその後降板し、ジェームズ・ガンドルフィーニとフィリップ・シーモア・ホフマンがプロジェクトに参加した。
ニコルズの降板後はデヴィッド・フランケルが監督となり、またガンドルフィーニとホフマンは関与を辞めた。2011年2月、スティーヴ・カレルがキャストに加わり、またブリッジスの代役はトミー・リー・ジョーンズが決まった。
撮影は2011年9月から10月にかけてコネチカット州で行われた。

## 評価
Rotten Tomatoesでは156件のレビューで批評家の支持率は74%、平均値は6.6/10である。Metacriticでの加重偏差値は39件で65/100となっている。
第70回ゴールデングローブ賞ではストリープが主演女優賞 (ミュージカル・コメディ部門)にノミネートされた。